# Carlos Menditéguy
Carlos Alberto Menditéguy, né le 10 août 1915 à Buenos Aires et décédé le 27 avril 1973 à Buenos Aires, est un pilote de course argentin et un joueur de polo.

## Biographie
Il participe à 11 Grand Prix comptant pour le championnat du monde de Formule 1, débutant le 18 janvier 1953 au Grand Prix d'Argentine. Il ne se qualifie que 10 fois, et ne marque 9 points au championnat du monde des pilotes, réussissant une fois un podium.
Il s'illustre aussi en endurance en remportant les 1 000 kilomètres de Buenos Aires 1956.
En polo, il atteint le handicap le plus élevé possible d'un niveau 10. Carlos Menditéguy repose au cimetière de la Recoleta à Buenos Aires.

## Résultats en championnat du monde de Formule 1
| Saison | Écurie                    | Châssis        | Moteur              | Pneus     | GP disputés | Points inscrits | Classement |
| ------ | ------------------------- | -------------- | ------------------- | --------- | ----------- | --------------- | ---------- |
| 1953   | Équipe Gordini            | Type 16        | Gordini 6 en ligne  | Englebert | 1           | 0               | n.c.       |
| 1954   | Privé                     | Maserati A6GCM | Maserati 6 en ligne | Pirelli   | 0           | 0               | n.c.       |
| 1955   | Officine Alfieri Maserati | Maserati 250F  | Maserati 6 en ligne | Pirelli   | 2           | 2               | 17e        |
| 1956   | Officine Alfieri Maserati | Maserati 250F  | Maserati 6 en ligne | Pirelli   | 1           | 0               | n.c.       |
| 1957   | Officine Alfieri Maserati | Maserati 250F  | Maserati 6 en ligne | Pirelli   | 4           | 4               | 14e        |
| 1958   | Scuderia Sud Americana    | Maserati 250F  | Maserati 6 en ligne | Pirelli   | 1           | 0               | n.c.       |
| 1960   | Scuderia Centro Sud       | Cooper T51     | Maserati 6 en ligne | Dunlop    | 1           | 3               | 19e        |